# Payoff
Função de payoff ou valor dos resultados é um termo utilizado na teoria dos jogos para definir os resultados do pagamento de um jogador a outro ligado a cada ação tomada durante o jogo, em que o jogo pode ser resumido em termos dos payoff para um único jogador, uma vez que os payoff podem ser positivos (ganhar e o oponente perder) e negativos (perder e o oponente ganhar). Ou seja, o payoff define o custo benefício de cada estratégia.